# 圣维多圣嘉禄堂
44°24′54.72″N 8°55′32.54″E / 44.4152000°N 8.9257056°E

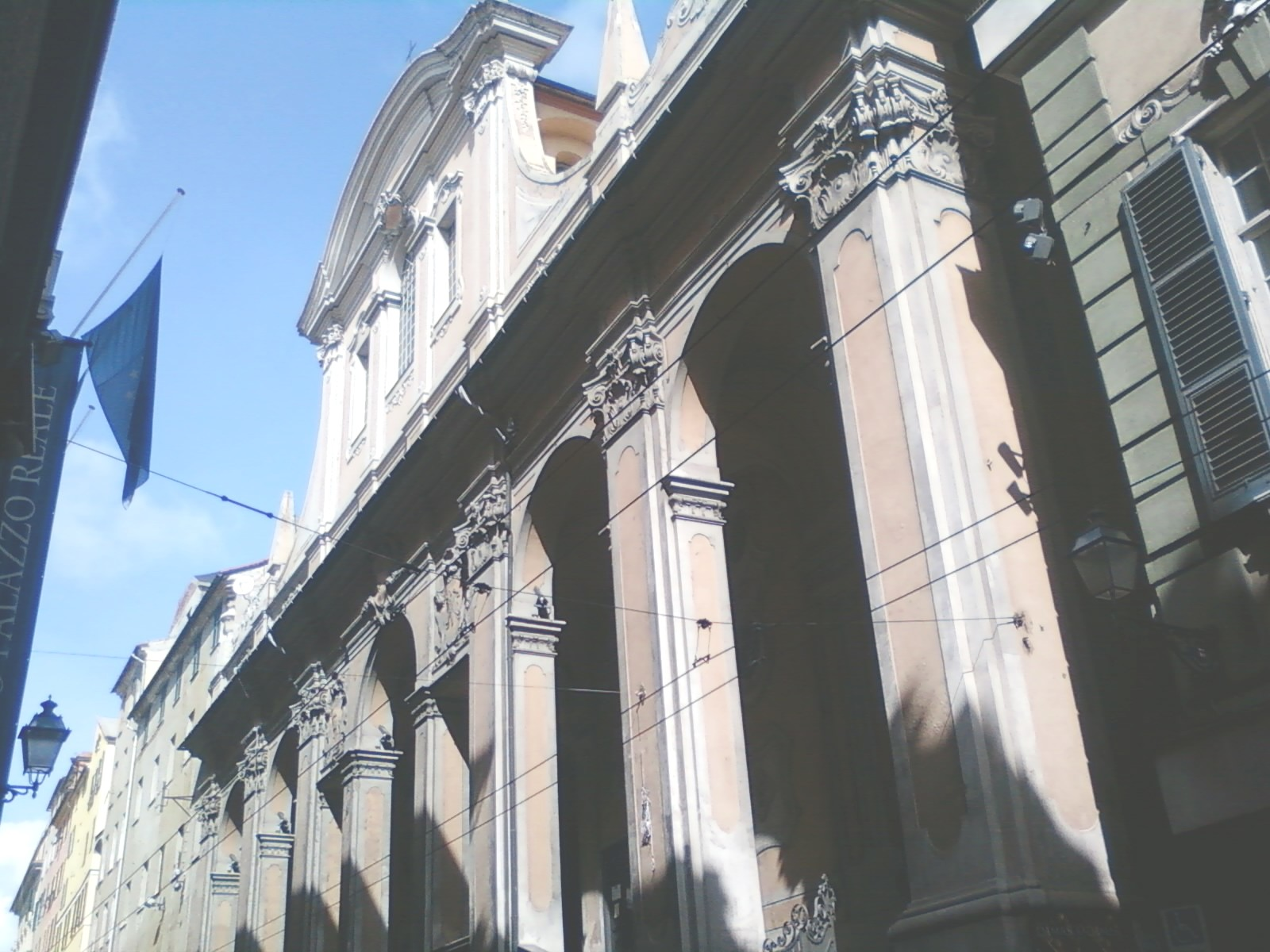
圣维多圣嘉禄堂

圣维多圣嘉禄堂（Santi Vittore e Carlo）是一座罗马天主教教堂，巴洛克风格，位于意大利热那亚巴尔比街。最初属于加尔默罗会。该堂为拉丁十字平面，建于1629-1635年，由巴托洛梅奥·比安科设计。 
堂内有许多17、18世纪艺术品，包括木雕《圣母圣衣》(亚历山德罗·阿尔加迪, 1678)、《天使与圣徒》（菲利波·帕罗迪，1680年）；绘画《圣德肋撒》（安德烈卡罗内）、《圣亚纳与年轻的洗者若翰、方济各保拉和 Liborio》（洛伦佐·德·法拉利）、《诞生》、《三王来朝》（奥拉齐奥·德·法拉利）、《圣奥斯定斩首》（乔瓦尼·玛丽亚·皮亚内）以及 《十字若望》（多梅尼科·皮奥拉）。正祭台是被摧毁的圣多明我堂的遗迹。多梅尼科·帕罗迪画了《美德》，但许多装饰是在19世纪的最后十年，1890–1898.

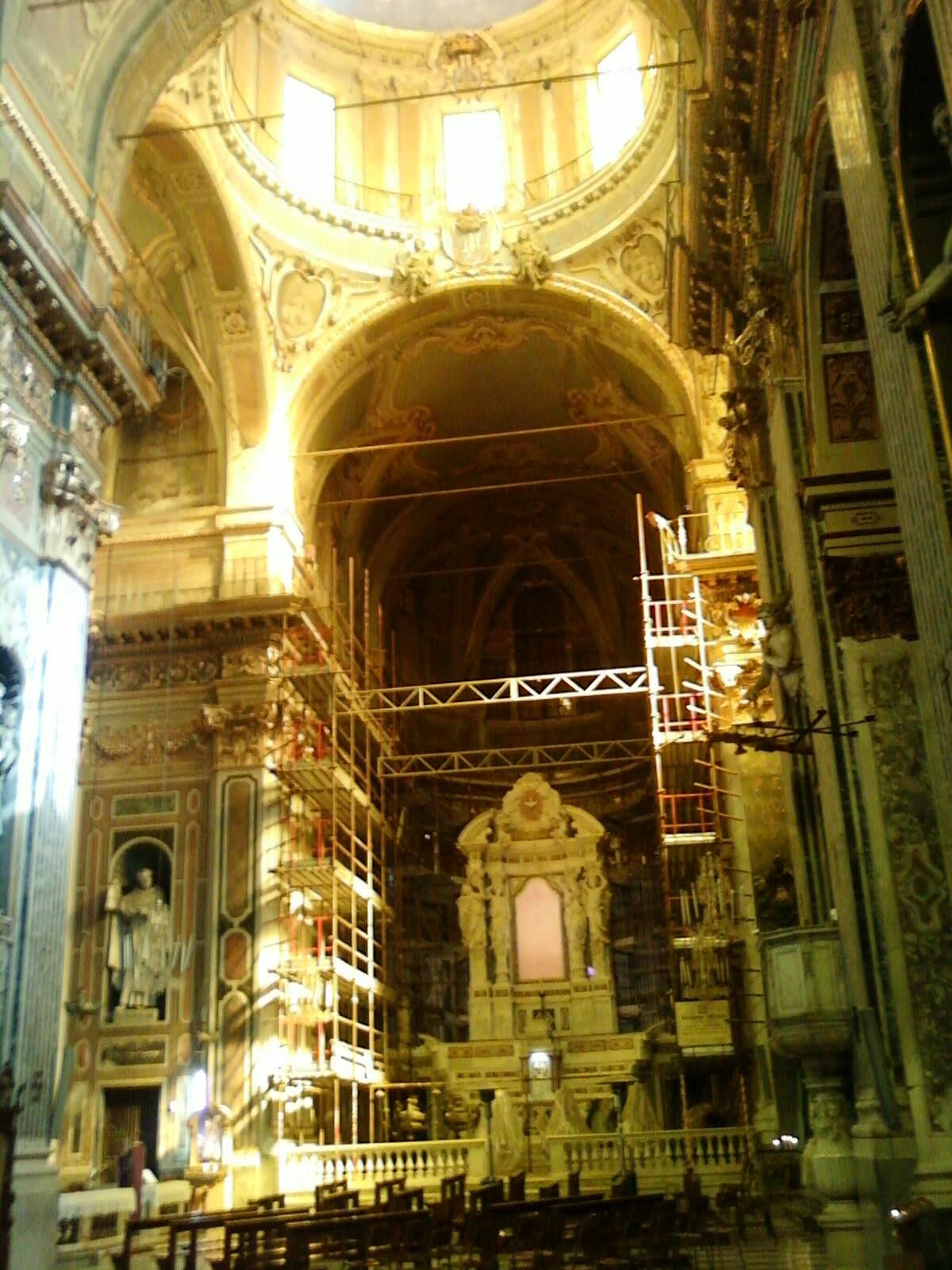
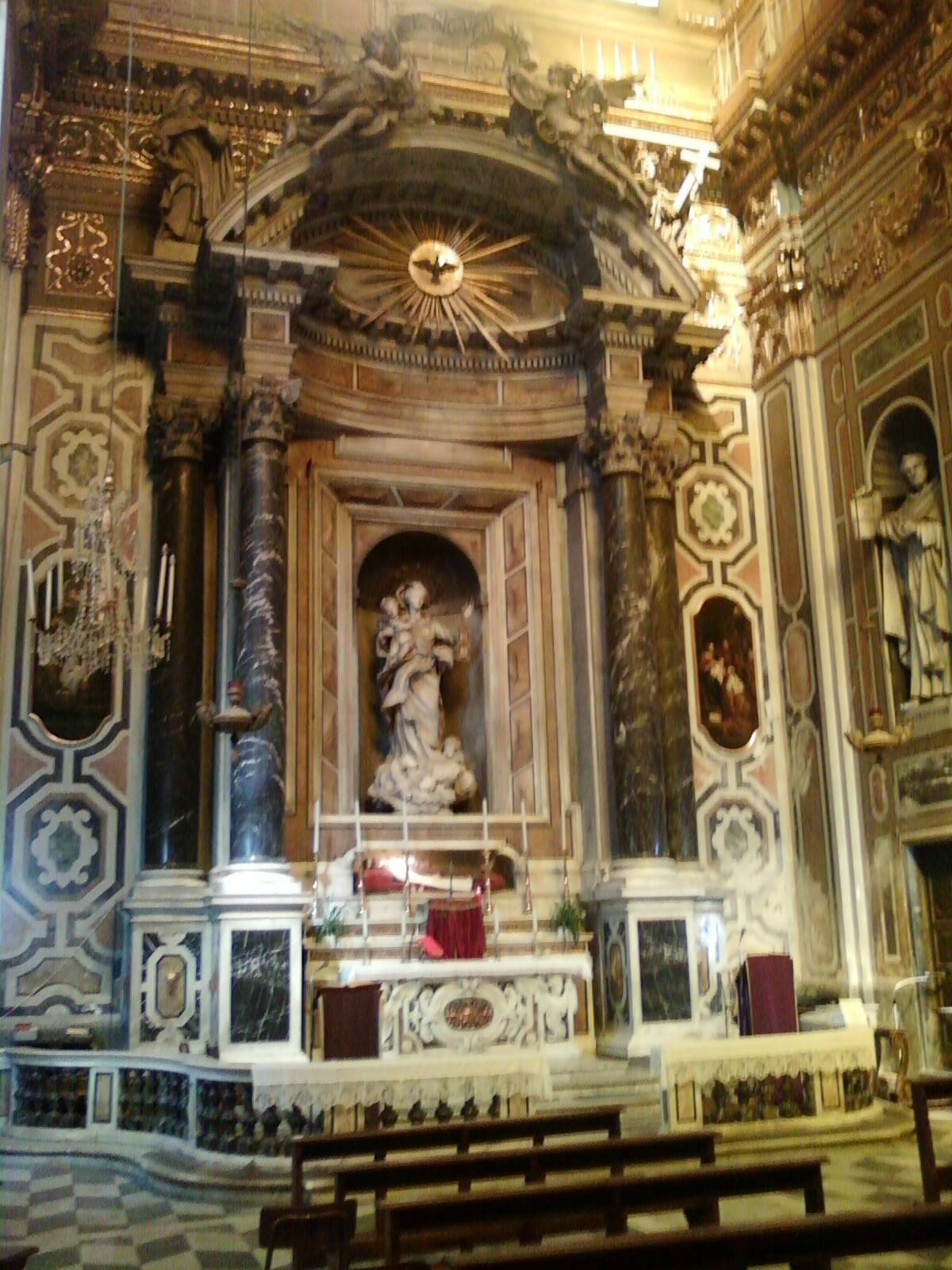
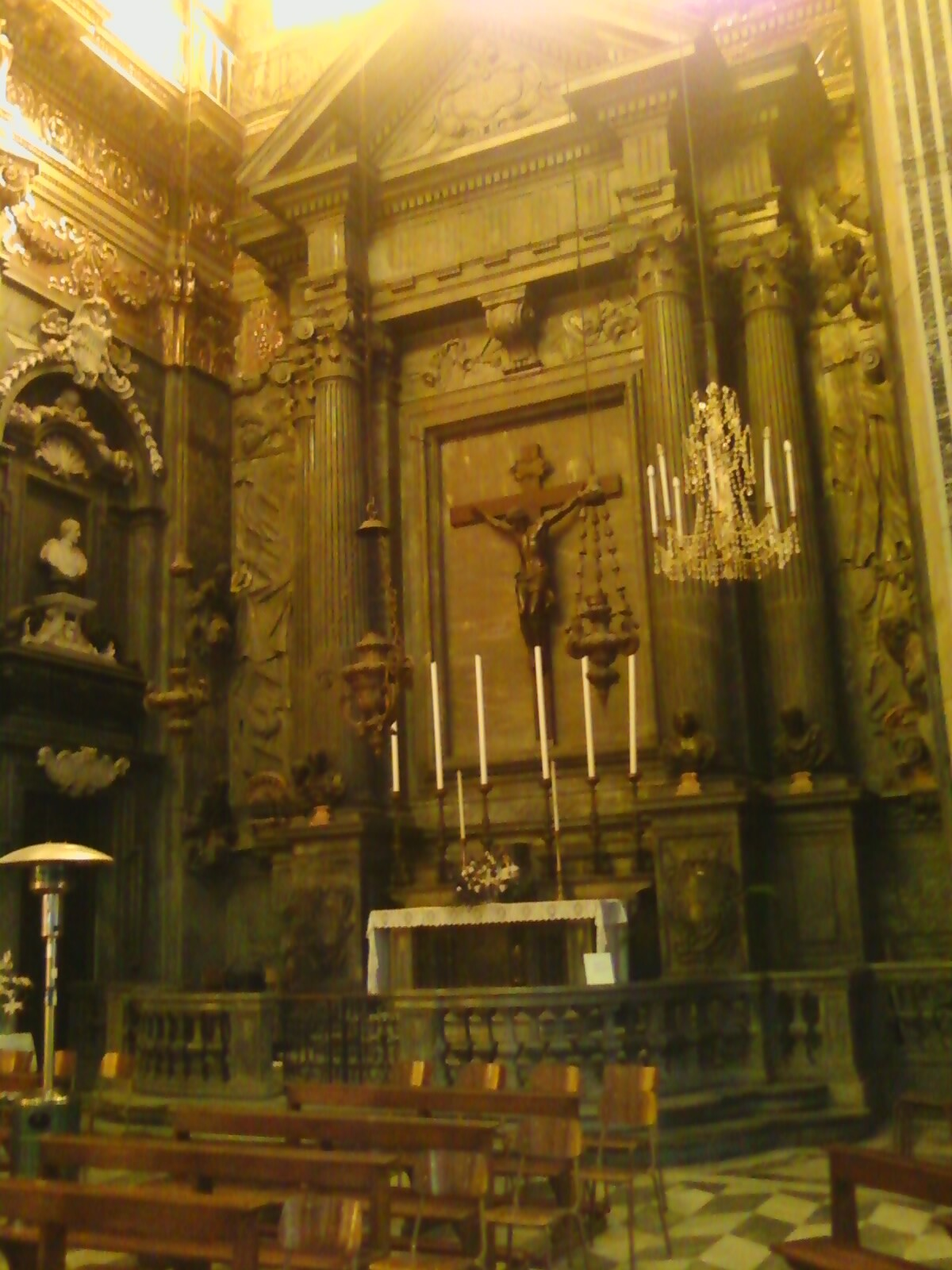